# Créole trinidadien
Le créole trinidadien (à base lexicale française)  est un idiome vernaculaire à Trinité-et-Tobago, une variété du créole antillais, très proche du créole saint-lucien. Le nombre exact des locuteurs est inconnu. Selon les données de SIL (2004) il y a 3 800 locuteurs de tous âges, mais la langue est en déclin.
Ne pas confondre le créole trinidadien à base lexicale française avec le créole trinidadien à base lexicale anglaise (en).